# Campeonato Gaúcho de Futebol de 1974
O Campeonato Gaúcho de Futebol de 1974, foi a 54ª edição da competição no Estado do Rio Grande do Sul. Para esse ano ocorreram duas seletivas para definir os participantes. A primeira foi a Copa Governador do Estado que classificou doze clubes, a segunda foi a Copa Cícero Soares de onde saíram dois clubes. Grêmio e Internacional já estavam classificados para a fase final. O campeão deste ano foi o Inter, com a incrível campanha de 18 vitórias em 18 jogos.

## Participantes
Entre parênteses o número de participações no Campeonato Gaúcho, incluindo a edição atual.
| - Armour (Santana do Livramento) 2ª - Atlético (Carazinho) 3ª - Esportivo (Bento Gonçalves) 5ª - São José (Porto Alegre) 9ª - Encantado (Encantado) 1ª - Caxias do Sul* (Caxias do Sul) 3ª - Gaúcho (Passo Fundo) 10ª - Grêmio (Porto Alegre) 32ª | - Internacional (Porto Alegre) 30ª - Novo Hamburgo (Novo Hamburgo) 31ª - Pratense (Nova Prata) 1ª - São Luiz (Ijuí) 1ª - Riograndense (Rio Grande) 13ª - Internacional (Santa Maria) 8ª - Santa Cruz (Santa Cruz do Sul) 10ª - Ypiranga (Erechim) 7ª |

* A Associação Caxias do Sul de Futebol foi resultado da fusão entre o Caxias e Juventude que existiu entre 1971 e 1975.

## Primeira fase
Na Primeira Fase as quatorze equipes enfrentaram-se no sistema todos contra todos, em turno único. As oito primeiras classificaram-se para Fase Final, juntamente com Grêmio e Internacional, previamente classificados. As 12 equipes mais bem classficadas na Copa Governador do Estado de 1973 garantiram vaga para esta fase juntamente com o Campeão e Vice-Campeão da Copa Cícero Soares de 1973 (Riograndense-RG e Pratense respectivamente).
| Pos | Equipes              | Pts | J  | V | E | D | GP | GC | SG  | Classificação              |
| --- | -------------------- | --- | -- | - | - | - | -- | -- | --- | -------------------------- |
| 1   | Associação Caxias    | 21  | 13 | 9 | 3 | 1 | 17 | 9  | 8   | Classificados a fase final |
| 2   | Inter de Santa Maria | 17  | 13 | 6 | 5 | 2 | 19 | 11 | 8   | Classificados a fase final |
| 3   | Encantado            | 17  | 13 | 5 | 7 | 1 | 17 | 7  | 10  | Classificados a fase final |
| 4   | Ypiranga de Erechim  | 16  | 13 | 6 | 4 | 3 | 16 | 11 | 5   | Classificados a fase final |
| 5   | Esportivo            | 16  | 13 | 6 | 4 | 3 | 13 | 10 | 3   | Classificados a fase final |
| 6   | Santa Cruz-RS        | 15  | 13 | 5 | 5 | 3 | 21 | 12 | 9   | Classificados a fase final |
| 7   | Atlético Carazinho   | 15  | 13 | 5 | 5 | 3 | 11 | 8  | 3   | Classificados a fase final |
| 8   | Gaúcho               | 13  | 13 | 4 | 5 | 4 | 17 | 13 | 4   | Classificados a fase final |
| 9   | Novo Hamburgo        | 13  | 13 | 4 | 5 | 4 | 10 | 8  | 2   |                            |
| 10  | São Luiz             | 13  | 13 | 4 | 5 | 4 | 14 | 13 | 1   |                            |
| 11  | Riograndense         | 10  | 13 | 2 | 6 | 5 | 9  | 13 | –4  |                            |
| 12  | Armour               | 7   | 13 | 3 | 1 | 9 | 7  | 21 | –14 |                            |
| 13  | Pratense             | 5   | 13 | 0 | 5 | 8 | 5  | 29 | –24 |                            |
| 14  | São José-RS          | 4   | 13 | 0 | 4 | 9 | 7  | 18 | –11 |                            |

## Fase Final
Disputado em dois turnos. O campeão de cada turno avançaria para a final. Caso um clube conquistasse os dois turnos, seria automaticamente campeão.
| Pos | Equipes              | Pts | J | V | E | D | GP | GC | SG  |
| --- | -------------------- | --- | - | - | - | - | -- | -- | --- |
| 1   | Internacional        | 18  | 9 | 9 | 0 | 0 | 21 | 1  | 20  |
| 2   | Grêmio               | 14  | 9 | 6 | 2 | 1 | 17 | 5  | 12  |
| 3   | Associação Caxias    | 10  | 9 | 4 | 2 | 3 | 10 | 8  | 2   |
| 4   | Esportivo            | 9   | 9 | 3 | 3 | 3 | 7  | 9  | –2  |
| 5   | Inter de Santa Maria | 9   | 9 | 3 | 3 | 3 | 6  | 10 | –4  |
| 6   | Gaúcho               | 8   | 9 | 3 | 2 | 4 | 7  | 10 | –3  |
| 7   | Atlético Carazinho   | 7   | 9 | 2 | 3 | 4 | 6  | 7  | –1  |
| 8   | Santa Cruz-RS        | 7   | 9 | 2 | 3 | 4 | 8  | 16 | –8  |
| 9   | Ypiranga de Erechim  | 6   | 9 | 2 | 2 | 5 | 3  | 9  | –6  |
| 10  | Encantado            | 2   | 9 | 0 | 2 | 7 | 7  | 17 | –10 |

|  |                     |
|  | Campeão do 1º Turno |

| Pos | Equipes              | Pts | J | V | E | D | GP | GC | SG |
| --- | -------------------- | --- | - | - | - | - | -- | -- | -- |
| 1   | Internacional        | 18  | 9 | 9 | 0 | 0 | 22 | 1  | 21 |
| 2   | Grêmio               | 16  | 9 | 8 | 0 | 1 | 14 | 5  | 11 |
| 3   | Atlético Carazinho   | 11  | 9 | 4 | 3 | 2 | 7  | 7  | 1  |
| 4   | Associação Caxias    | 8   | 9 | 3 | 2 | 4 | 7  | 8  | –1 |
| 5   | Inter de Santa Maria | 8   | 9 | 2 | 4 | 3 | 7  | 8  | –1 |
| 6   | Santa Cruz-RS        | 7   | 9 | 2 | 3 | 4 | 4  | 5  | –1 |
| 7   | Encantado            | 6   | 9 | 2 | 2 | 5 | 3  | 11 | –8 |
| 8   | Ypiranga de Erechim  | 6   | 9 | 1 | 4 | 4 | 6  | 12 | –6 |
| 9   | Gaúcho               | 5   | 9 | 2 | 1 | 6 | 9  | 17 | –8 |
| 10  | Esportivo            | 5   | 9 | 1 | 3 | 5 | 5  | 10 | –5 |

|  |                     |
|  | Campeão do 2º Turno |

## Campeonato Gaúcho do Interior
Atlético Carazinho e Associação Caxias terminaram a fase final com 18 pontos cada. Foi preciso, portanto, um confronto entre as duas equipes para determinar quem ficava com o Troféu de Campeão do Interior.
| 8 de dezembro | Atlético Carazinho | 1 – 0 | Associação Caxias | Estádio Paulo Coutinho, Carazinho |
|               |                    |       |                   |                                   |

| 15 de dezembro | Associação Caxias | 0 – 1 | Atlético Carazinho | Baixada Rubra, Caxias do Sul |
|                |                   |       |                    |                              |

## Premiação
| Campeonato Gaúcho de 1974           |
| Porto Alegre                        |
| ----------------------------------- |
| Internacional Campeão (22.º título) |

## Artilheiro
- Escurinho (Internacional) 11 gols

## Classificação Final
Classificação final considerando os dois turnos da fase final. Oficialmente a Federação Gaúcha de Futebol não definiu critérios para definir uma classificação final.
| Pos | Equipes              | Pts | J  | V  | E | D  | GP | GC | SG  | Classificação                                            |
| --- | -------------------- | --- | -- | -- | - | -- | -- | -- | --- | -------------------------------------------------------- |
| 1   | Internacional        | 36  | 18 | 18 | 0 | 0  | 43 | 2  | 41  | Campeão                                                  |
| 2   | Grêmio               | 30  | 18 | 14 | 2 | 2  | 31 | 10 | 21  | Eliminados na Fase Final (Resultados somente desta fase) |
| 3   | Atlético Carazinho*  | 18  | 18 | 6  | 6 | 6  | 13 | 14 | –1  | Eliminados na Fase Final (Resultados somente desta fase) |
| 4   | Associação Caxias    | 18  | 18 | 7  | 4 | 7  | 17 | 16 | 1   | Eliminados na Fase Final (Resultados somente desta fase) |
| 5   | Inter de Santa Maria | 17  | 18 | 5  | 7 | 6  | 13 | 18 | –5  | Eliminados na Fase Final (Resultados somente desta fase) |
| 6   | Esportivo            | 14  | 18 | 4  | 6 | 8  | 12 | 19 | –7  | Eliminados na Fase Final (Resultados somente desta fase) |
| 7   | Santa Cruz-RS        | 14  | 18 | 4  | 6 | 8  | 12 | 21 | –9  | Eliminados na Fase Final (Resultados somente desta fase) |
| 8   | Gaúcho               | 13  | 18 | 5  | 3 | 10 | 16 | 27 | –11 | Eliminados na Fase Final (Resultados somente desta fase) |
| 9   | Ypiranga de Erechim  | 12  | 18 | 3  | 6 | 9  | 9  | 21 | –12 | Eliminados na Fase Final (Resultados somente desta fase) |
| 10  | Encantado            | 8   | 18 | 2  | 4 | 12 | 10 | 28 | –18 | Eliminados na Fase Final (Resultados somente desta fase) |

*Como empataram em pontos, Atlético Carazinho enfrentou a Associação Caxias pela disputa do terceiro lugar. O Atlético Carazinho venceu o confronto em dois jogos e sagrou-se também Campeão do Interior, ficando a frente da Associação Caxias na classificação final.